# دیوید استراسمن
دیوید استراسمن (انگلیسی: David Strassman؛ زادهٔ ۶ سپتامبر ۱۹۵۷) بازیگر سینما و تلویزیون، کمدین و عروسک‌گردان اهل ایالات متحده آمریکا است.